# Peellandcollege
Het Peellandcollege is een deelschool van IVO Deurne voor havo- en vwo-onderwijs in het Noord-Brabantse Deurne en valt onder het bestuur van de vereniging Ons Middelbaar Onderwijs (OMO).

## Geschiedenis
De eerste lessen aan het Peellandcollege werden gegeven op 1 september 1959, toen als hbs met drie klassen in enkele houten noodlokalen, onder de naam Pius XII college. In 1968 werd de Mammoetwet van kracht. De school groeide snel en kreeg in 1970 beschikking over een nieuw en definitief gebouwencomplex aan de Burgemeester Roefslaan in Deurne. Tot de kerst van 2005 was dit gebouw in gebruik. Vanaf 1 augustus 1998 werkt het Peellandcollege met drie scholen in Deurne samen binnen de Instelling Voortgezet Onderwijs Deurne, afgekort tot IVOD. Het betreft de vmbo-scholen Alfrinkcollege en Hub van Doornecollege en sinds 2003 ook De Sprong voor praktijkonderwijs. Op 11 en 12 december 2008 viert het Peellandcollege haar 50-jarig bestaan.

## Succesvol
Het Peellandcollege heeft veel succes. De school krijgt steeds uitstekende rapportcijfers van het onderzoek naar prestaties van scholen door het dagblad Trouw. In het jaar 2005 behoorde de havo-afdeling van de school tot de beste drie van Nederland en in 2011 werd de vwo-afdeling zelfs als beste van Nederland beoordeeld. In 2015 werd de HAVO afdeling als beste van Nederland beoordeeld en de VWO afdeling als derde.
In 2006 verrichtten actrice Monic Hendrickx en voorzitter R. Kraakman van de raad van bestuur van Ons Middelbaar Onderwijs (OMO) de opening van de nieuwbouw aan de Vloeieindsedreef in Deurne. Bij de opening op 17 februari was het gebouw al te klein. Ruim tien jaar was het gebouw te klein maar vanaf 2019 daalde de leerlingenaantallen door de krimp in de regio. 
In 2022 ontving de school ex-leerling en Nobelprijswinnaar voor de economie Guido Imbens en organiseerde een collegetour. Sinds die dag heeft de mediatheek op de eerste verdieping de naam Guido Imbens studiehof gekregen. 

## Bekende ex-leerlingen
- Monic Hendrickx, actrice
- Ruud van Heugten, politicus
- Guido Imbens, winnaar Nobelprijs voor de Economie 2021
- Aniek Nouwen, voetbalster